# Libertella heveae
Libertella heveae är en svampart som först beskrevs av Petch, och fick sitt nu gällande namn av B. Sutton 1980. Libertella heveae ingår i släktet Libertella och familjen Diatrypaceae.   Inga underarter finns listade i Catalogue of Life.